# McComb (Mississippi)
McComb é uma cidade localizada no estado estadunidense de Mississippi, no Condado de Pike. É conhecida mundialmente por ser a cidade onde nasceu a cantora Britney Spears, sua irmã, também cantora, Jamie Lynn Spears e seu irmão Bryan Spears, produtor de filmes e de programas televisivos.

## Demografia
Segundo o censo americano de 2000, a sua população era de 13.337 habitantes.
Em 2006, foi estimada uma população de 13.607, um aumento de 270 (2.0%).

## Geografia
De acordo com o United States Census Bureau tem uma área de
30,0 km², dos quais 29,8 km² cobertos por terra e 0,2 km² cobertos por água.

## Localidades na vizinhança
O diagrama seguinte representa as localidades num raio de 36 km ao redor de McComb.

## Famosos nascidos em McComb
- Jimmy Boyd (1939–) músico.
- Floyd Huddleston (1918–1991) compositor.
- James Matthews (1975–) jogador de futebol.
- Bryan James Spears (1977–) produtor de filmes e de programas televisivo.
- Brandy Norwood ou simplesmente Brandy' (1979–) cantora e atriz.
- William "Ray J" Norwood' (1981–) cantor e ator.
- Britney Spears (1981–)  atriz, cantora pop, compositora e perfomer.
- Jamie Lynn Spears (1991-) atriz, cantora e apresentadora americana.
- Bo Diddley (1928–2008) cantor de blues.